# کشتی دو دکله ربکا
کشتی دو دکله ربکا (به انگلیسی: Schooner Rebecca) یک کشتی بود که طول آن ۳۵ فوت ۴ اینچ (۱۰٫۷۷ متر) بود.